# أنطونيو فارغاس (ملاكم)
أنطونيو فارغاس (بالإنجليزية: Antonio Vargas)‏ (مواليد 15 أغسطس 1996) هو ملاكم أمريكي، مثّل بلاده في الألعاب الأولمبية الصيفية 2016.

## روابط خارجية
أنطونيو فارغاس على موقع بوكس ريك (الإنجليزية) (registration required)
- أنطونيو فارغاس على موقع أوليمبيديا (الإنجليزية)
- أنطونيو فارغاس على موقع اللجنة الأولمبية والبارالمبية الأمريكية (الإنجليزية)